# Символ тенге
Символ или знак тенге (₸) — типографский символ, который входит в группу «Символы валют» (англ. Currency Symbols) стандарта Юникод: оригинальное название — Tenge sign (англ.); код — U+20B8. Используется, главным образом, для представления национальной валюты Казахстана — тенге.
Характерные символы, выполняющие эти функции: ₸ • T • тңг. Кроме того, для краткого представления тенге используются коды стандарта ISO 4217: KZT и 398.

## Начертание
Символ «₸» представляет собой заглавную букву «T», над верхней линией которой проведена параллельная ей горизонтальная черта. Схожее начертание имеют ещё три символа Юникода:
- U+2351 — функциональный символ ALP Up tack overbar (⍑);
- U+2564 — символ псевдографики (╤);
- U+3012 — почтовый знак (〒), символ почты Японии.

В ноябре 2006 Национальный банк Республики Казахстан провёл конкурс на рисунок символа тенге. Из 30 тысяч представленных на конкурс рисунков 29 марта 2007 года был утверждён новый символ тенге, авторы которого, Вадим Давиденко и Санжар Амерханов, получили премию в один миллион тенге (по действовавшему тогда курсу — около 8000 долларов) от Национального банка Казахстана и ещё пять тысяч долларов — от казахстанского банка «Альянс».

## Использование в качестве сокращения названий денежных единиц

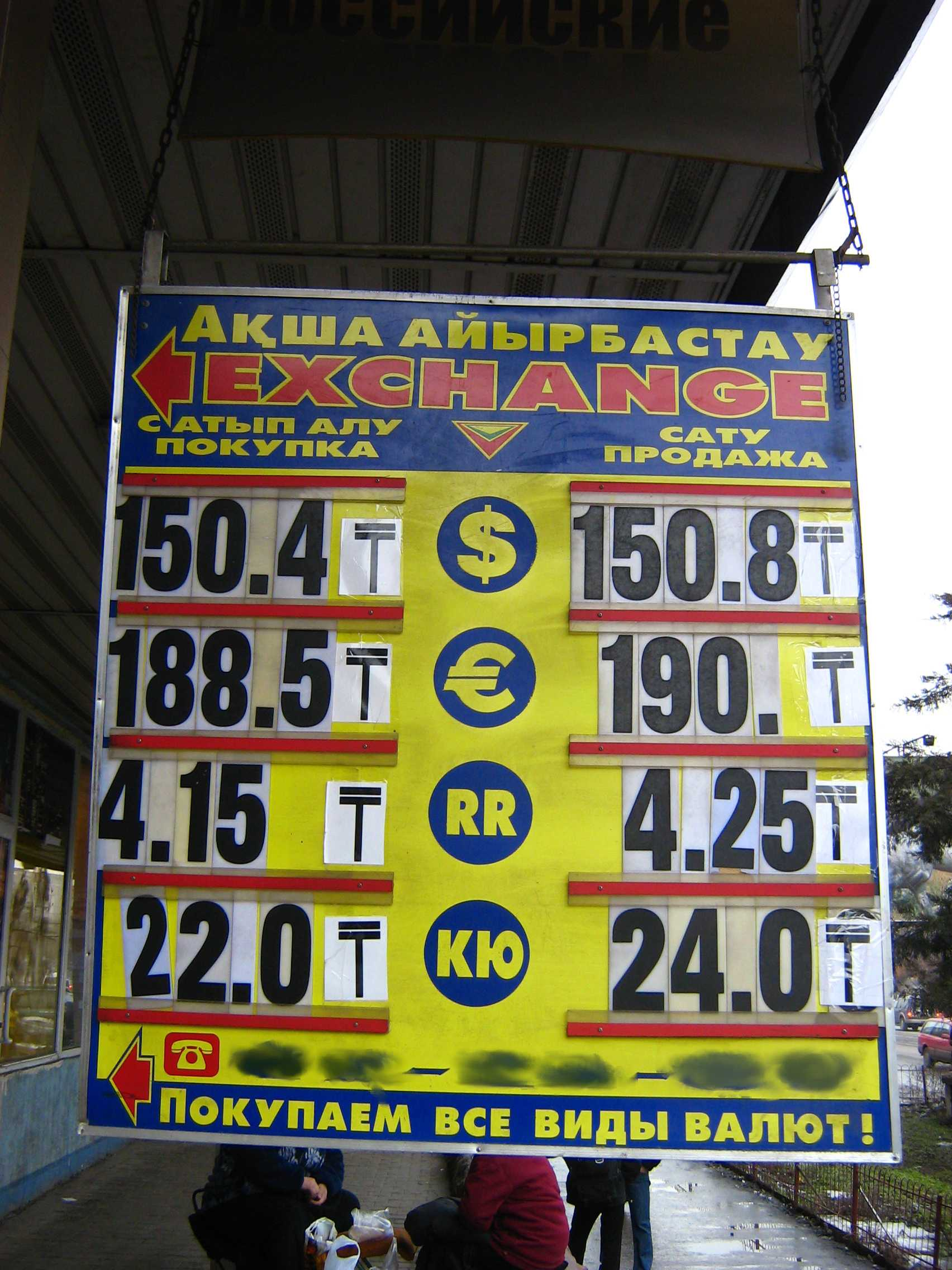
Символ тенге на табло курсов обмена наличной валюты

Символ «₸» используется, главным образом, для представления национальной валюты Казахстана — тенге (каз. Теңге).

## Юникод
В кодировку Юникода символ U+20B8 ₸ tenge sign включён в версии 5.2	стандарта в октябре 2009 года.